# Мининский государственный природный заказник
Мининский государственный природной заказник — российский природный (биологический) заказник регионального значения, расположенный на территории Астраханской области Южного федерального округа. Согласно положению, заказник является особо охраняемой природной территорией, которая имеет особое значение для сохранения и восстановления природных комплексов и их компонентов и поддержания экологического баланса.

## География
Заказник расположен на территории Раздорского сельсовета Камызякского района Астраханской области. Занимает северную часть речного Мининского острова, ограниченного с востока протокой Волги Большая Чёрная, на западе — ериком Костыль. На юге заказник обособлен ериком Минченок, который разделяет остров пополам.

## История
Резерват был образован 10 марта 1986 года как охотничий заказник решением исполкома Астраханского областного совета № 165. 9 апреля 2007 года охотничий заказник был переформирован в государственный природный (биологический) заказник постановлением правительства Астраханской области № 124-П.

## Биоценоз
В заказнике охраняются объекты животного и растительного мира, занесённые в Красную книгу Астраханской области: среди птиц — пролётные перепёлка обычная и коростель, среди растений — водяной орех астраханский («чилим», «рогульник»). К охотничьим видам относятся птицы фазан, куропатка серая, а также кабан.

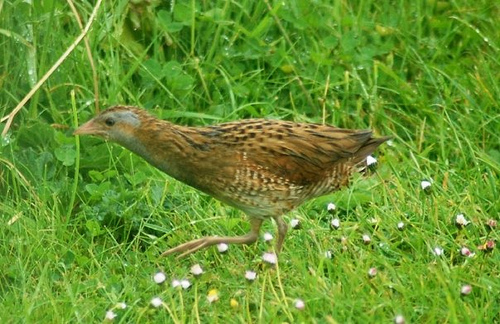
Деркач («коростель»)
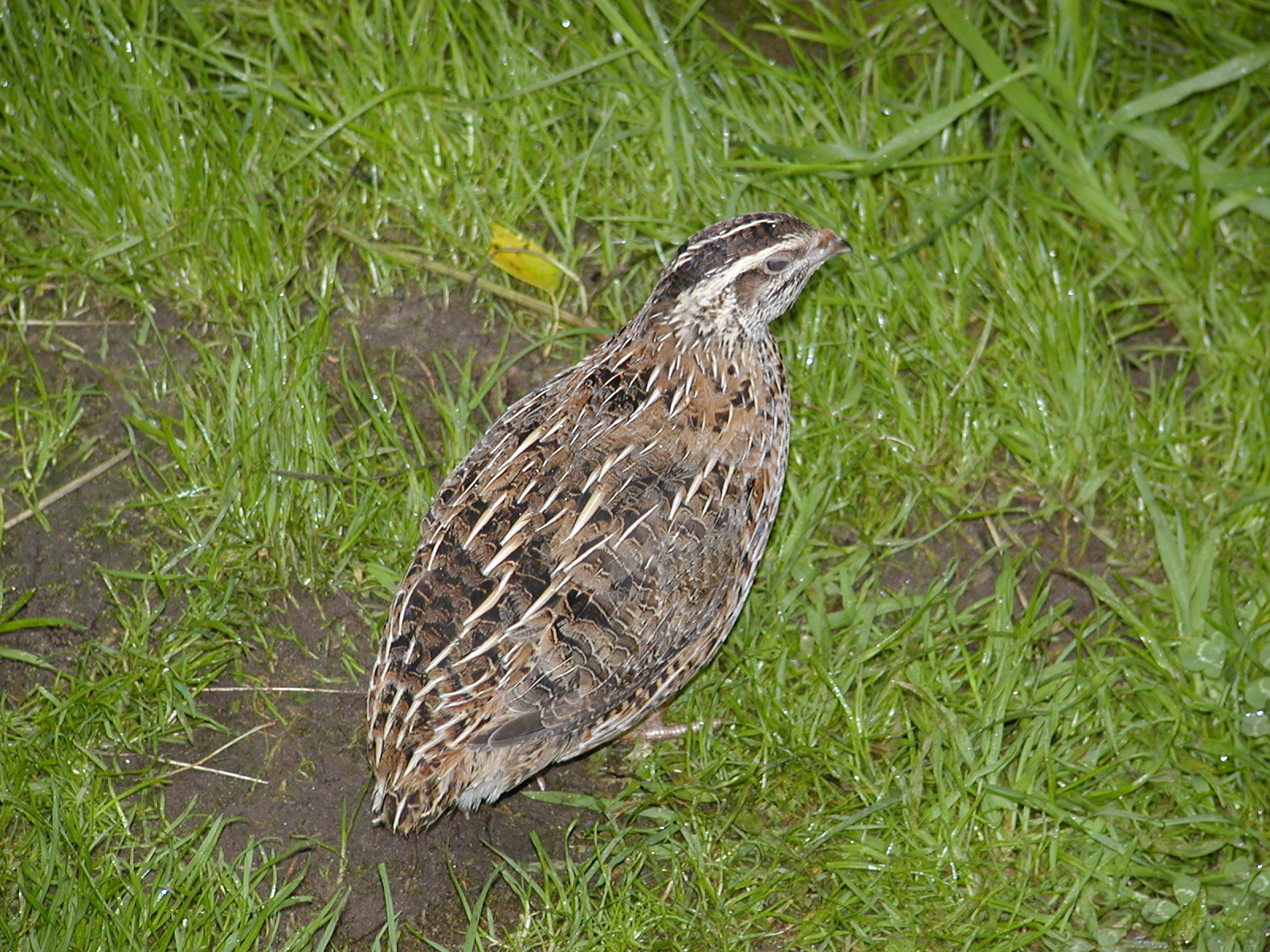
Перепелка
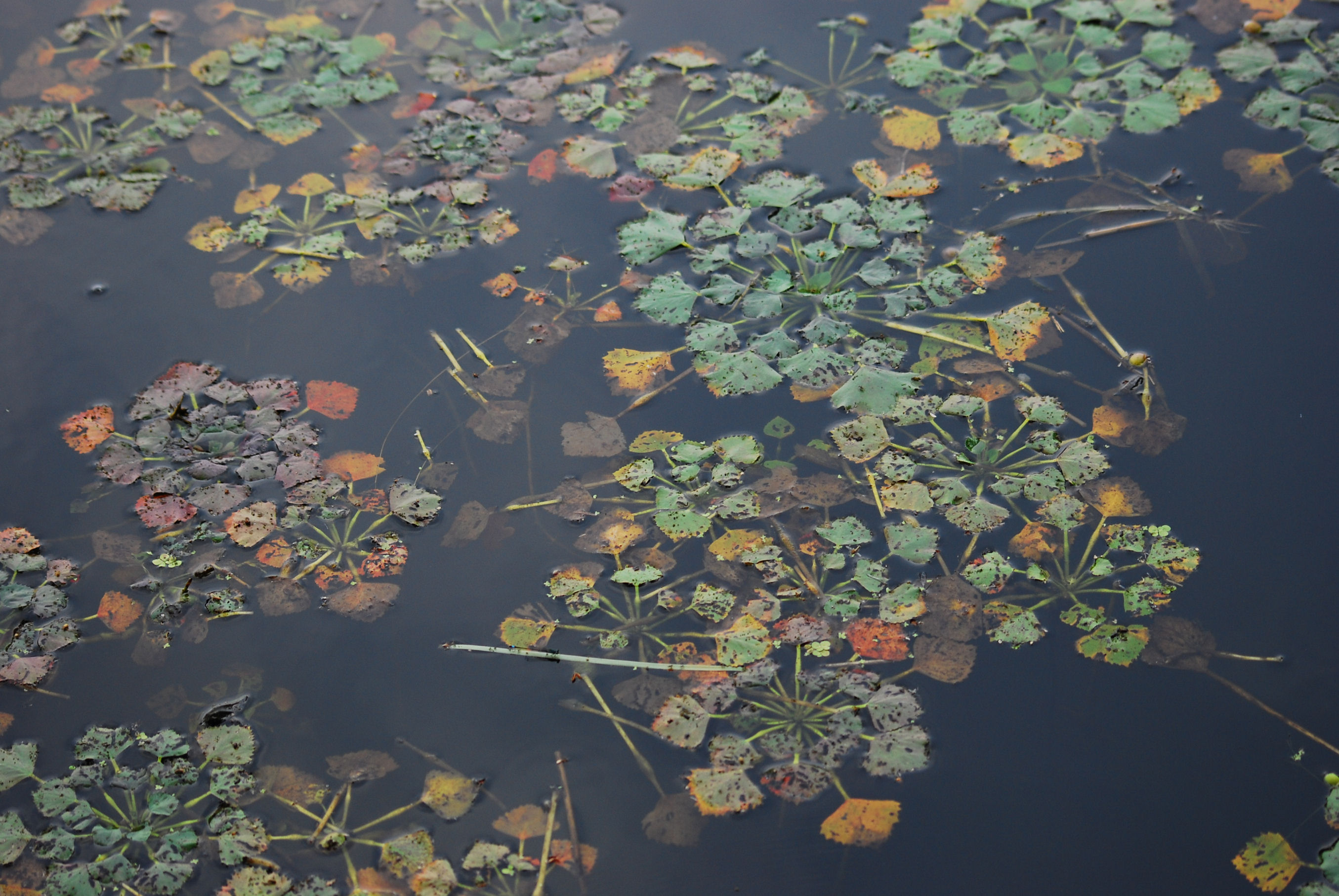
Водяной орех («чилим»)

## Экология
Задачами работы заказника являются:
- сохранение и воспроизводство объектов животного и растительного мира, а также сохранение среды их обитания и поддержание целостности группировок, возникших на территории, входящей в границы заказника;
- проведение биотехнических мероприятий с целью создания наиболее надёжных условий обитания объектов животного мира, которые охраняются;
- обеспечение установленного режима охраны редких и исчезающих видов растений и животных;
- систематическое проведение учётных работ, научно обоснованное регулирование численности охотничьих животных в установленном порядке;
- сотрудничество в проведении научно-исследовательских работ без нарушения установленного режима заказника;
- пропаганда среди населения задач охраны окружающей среды, рационального использования и воспроизводства природных ресурсов.